# 有佐駅
有佐駅（ありさえき）は、熊本県八代市鏡町下有佐にある、九州旅客鉄道（JR九州）鹿児島本線の駅である。

## 歴史

### 年表

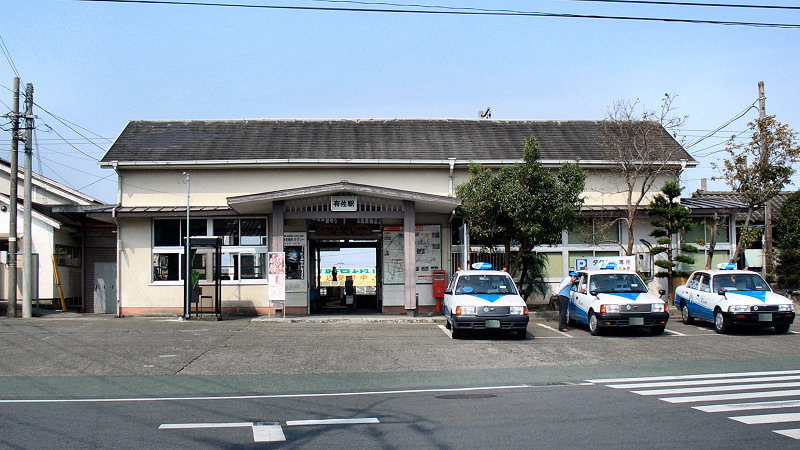
改築前の駅舎（2006年10月）

- 1896年（明治29年）11月21日：九州鉄道（初代）が開設[3]。
- 1907年（明治40年）7月1日：九州鉄道（初代）が国有化され帝国鉄道庁が所管[3]。
- 1958年（昭和33年）11月1日：日産化学工業鏡工場への専用線が廃止[5]。
- 1984年（昭和59年）2月1日：貨物取扱廃止[3]。
- 1985年（昭和60年）3月14日：荷物扱い廃止[3]。
- 1987年（昭和62年）4月1日：国鉄分割民営化によりJR九州が承継[3]。
- 2012年（平成24年）12月1日：交通系ICカードSUGOCA対応[6]。
- 2014年（平成26年）3月22日：駅舎改築[7]。
- 2023年（令和5年）3月18日：終日無人駅化[8]。

### 駅名の由来
開業時の地名（八代郡有佐村）が由来。「有佐」は古くは「新坂（あらさ）」と読まれており、これが転化したものと言われている。

## 駅構造

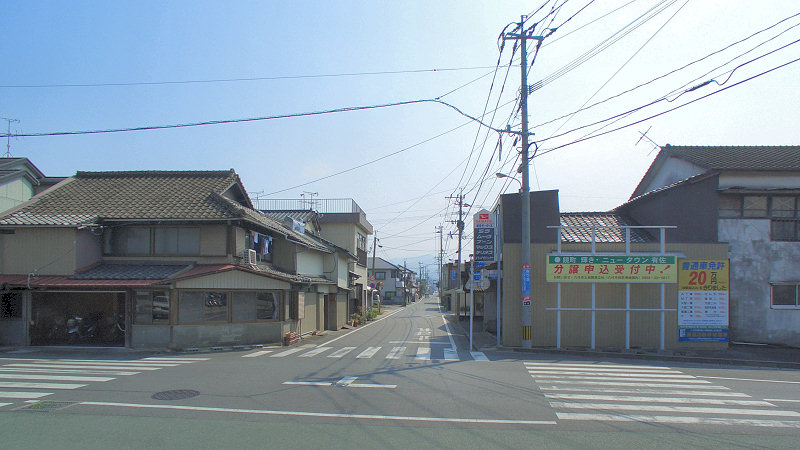
駅前

単式ホーム1面1線と島式ホーム1面2線、合計2面3線を有する地上駅。互いのホームは跨線橋で連絡している。駅舎は東側にあるが、上り方に地下道が設けられているため西側にも出ることが可能。
以前は木造駅舎であったが、シロアリによる被害で老朽化し、2014年に鉄骨造平屋建て駅舎（延床面積76 m2）に建て替えられた。
無人駅である。2023年3月17日まではきっぷうりばが設置されていた。
かつては駅西側にあった日産化学工業鏡工場に向けて専用線が存在し、貨車により肥料の原料となる過リン酸石灰や製品などの貨物輸送が行われていた。しかし工場閉鎖に伴い1958年11月1日に廃止された。駅構内には専用線や貨車の入れ替えに使われていた貨物側線の跡が空地として残っており、専用線や工場跡地は道路と鏡町郷開工業団地になっている。

### のりば
| のりば | 路線        | 方向 | 行先             | 備考                        |
| ------ | ----------- | ---- | ---------------- | --------------------------- |
| 1      | ■鹿児島本線 | 下り | 八代方面         |                             |
| 2・3   | ■鹿児島本線 | 上り | 熊本・大牟田方面 | 2番のりばは主に待避・折返し |

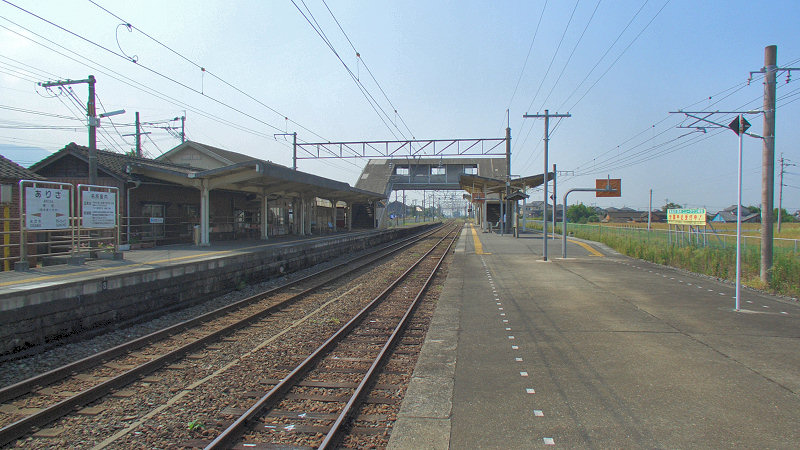
ホーム（2006年10月）
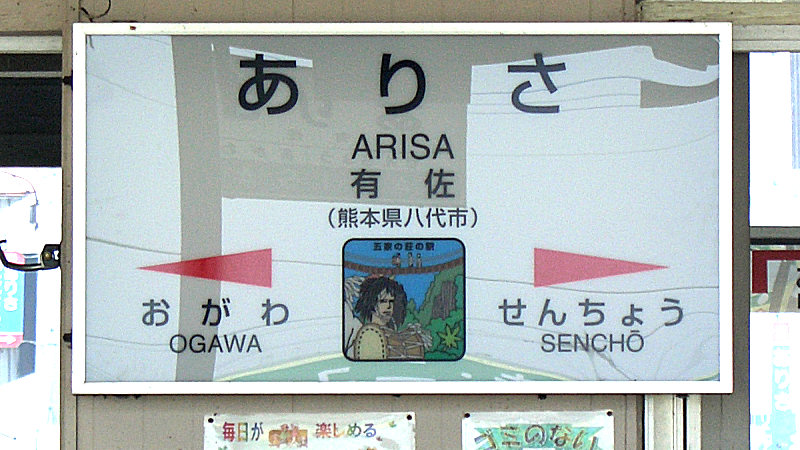
五家荘にちなんだイラストの描かれた駅名標

## 利用状況
1日平均乗車人員及び乗降人員の推移は以下の通り。
| 年度   | 1日平均 乗車人員 | 1日平均 乗降人員 |
| ------ | ---------------- | ---------------- |
| 2000年 | 1,109            | 2,228            |
| 2001年 | 1,111            | 2,221            |
| 2002年 | 1,087            | 2,178            |
| 2003年 | 1,060            | 2,116            |
| 2004年 | 1,021            | 2,044            |
| 2005年 | 989              | 1,980            |
| 2006年 | 1,039            | 2,081            |
| 2007年 | 975              | 1,950            |
| 2008年 | 993              | 1,989            |
| 2009年 | 996              | 1,994            |
| 2010年 | 999              | 2,005            |
| 2011年 | 1,016            | 2,032            |
| 2012年 | 1,038            | 2,071            |
| 2013年 | 1,062            | 2,117            |

2016年からの1日平均乗車人員の推移は以下の通り。
| 年度   | 1日平均 乗車人員 | 増加率 | 出典   |
| ------ | ---------------- | ------ | ------ |
| 2016年 | 1,004            |        | [ 10 ] |
| 2017年 | 990              | -1.4%  | [ 11 ] |
| 2018年 | 945              | -4.5%  | [ 12 ] |
| 2019年 | 929              | -1.7%  | [ 13 ] |
| 2020年 | 723              | -22.2% | [ 14 ] |
| 2021年 | 780              | 7.9%   | [ 15 ] |
| 2022年 | 842              | 7.9%   | [ 16 ] |

## 駅周辺

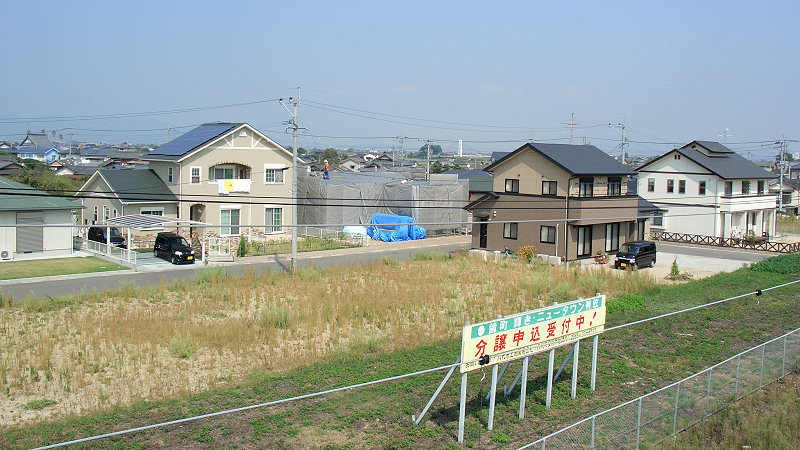
駅裏

周辺は住宅と田畑が混在する地域で、東側約1km程の距離に旧宮原町の中心部が、西側約1 km程の距離に旧鏡町の中心部がある。
- 有佐郵便局
- 八代市立鏡小学校
- 宮原三神宮
- 熊本県立八代農業高等学校
- 熊本県道156号鏡宮原線
- 八代市役所鏡支所（旧・鏡町役場）
- 熊本県八代警察署氷川幹部交番

## バス路線
駅舎を出てすぐ左手側に産交バス有佐駅前バス停がある。
| 運行事業者                 | 系統                           | 行先                                                         | 備考 |
| 八代市街方面               | 八代市街方面                   | 八代市街方面                                                 | 八代市街方面 |
| -------------------------- | ------------------------------ | ------------------------------------------------------------ | --- |
| 産交バス                   | 6.文政線                       | 八代駅前（八代農高前・文政廻し・イオン八代SC・八代市役所前） | |
| 八代市乗合タクシー         | 20.文政線                      | イオン八代SC（八代農高前・文政廻し）                         | 産交バスから「7.文政線（イオン八代SC－宮原中央）」を移管、ジャンボタクシーにて定期運行                                  |
| 産交バス八代市乗合タクシー | 8.種山線 9.八農分校線23.種山線 | 八代市役所前（八代農高前・八代市鏡支所前・新八代駅西口）     | 種山線、一部運行便が八代市乗合タクシーのジャンボタクシーにて定期運行                                                    |
| 宮原・種山方面             |                                |                                                              | |
| 産交バス八代市乗合タクシー | 6.文政線20.文政線              | 宮原中央                                                     | 産交バスのLED行先表示は「宮原中央」では無く、「6 宮原」と表示される。八代市乗合タクシー便はジャンボタクシーにて定期運行 |
| 産交バス八代市乗合タクシー | 8.種山線23.種山線              | 種山（宮原中央）                                             | 種山線、一部運行便が八代市乗合タクシーのジャンボタクシーにて定期運行                                                    |
| 産交バス                   | 9.八農分校線                   | 八農分校前 （宮原中央・種山・氷川ダム前）                    | |

## 隣の駅
九州旅客鉄道（JR九州）
■鹿児島本線
■区間快速・■普通
小川駅 - 有佐駅 - 千丁駅